# Нафтопродукти в природних водах
Нафтопродукти в природних водах (англ. oil (petroleum) products in natural waters; нім. Erdölprodukte n pl im natürlichen Wasser) — суміші газоподібних, рідких та твердих вуглеводнів різних класів, що містяться в нафті та нафтових газах та забруднюють природні води.
Розрізняють: паливо, мастила, тверді вуглеводні (парафіни, церезини, озокерити), бітуми тощо.
Нафтопродукти належать до числа найпоширеніших та небезпечних речовин, що забруднюють природні води. Поняття «нафтопродукти» в гідрохімії умовно обмежуються тільки вуглеводневою фракцією (аліфатичні, ароматичні, аліциклічні вуглеводні), яка становить 70-90% суми усіх речовин, що входять до складу нафти та продуктів її переробки. Великі кількості Н. надходять у природні води при перевезенні нафти водним шляхом, зі стічними водами будь-яких промислових підприємств, особливо підприємств нафтовидобувної та нафтопереробної промисловості, із господарсько-побутовими стічними водами. Деяка кількість вуглеводнів потрапляє у воду в результаті прижиттєвих та посмертних виділень рослинними та тваринними організмами. У результаті процесів випаровування, сорбції, біохімічного та хімічного окиснення концентрація Н. у воді може істотно знижуватися; при цьому значних змін може зазнати їх хімічний склад. Швидкість цих процесів залежить від складу Н., температурного режиму водного об'єкта, інтенсивності розвитку мікроорганізмів, що утилізують їх.
Н. містяться в природних водах у різних міграційних формах: розчиненої, емульгованої, сорбованої на твердих частинках завислих речовин та донних відкладів, у вигляді плівки на поверхні води. Кількісне співвідношення цих форм визначається комплексом факторів, найважливішими з яких є умови надходження Н. у водний об'єкт, відстань від місця скидання, швидкість течії і перемішування водних мас, характер та ступінь забрудненості природних вод, а також склад Н., їх в'язкість, розчинність, густина, температура кипіння компонентів. Три останні фактори є причиною того, що фракціонування Н. супроводжується помітною зміною їх хімічного складу в різних формах міграції. Звичайно в момент надходження основна маса Н. зосереджена в плівці. В міру віддалення від джерела забруднення відбувається перерозподіл між основними формами міграції, що направлений в бік підвищення частки розчинених, емульгованих, сорбованих Н., і відповідного зменшення їх вмісту в плівці.
Н. несприятливо впливають на організм людини та тварин, водну рослинність, фізичний, хімічний та біологічний стан водного об'єкта. Низькомолекулярні аліфатичні, нафтенові та особливо ароматичні вуглеводні, що входять до складу Н., виявляють токсичний та певною мірою наркотичний вплив на організм, вражаючи серцево-судинну та нервову систему. Найбільшу небезпеку створюють поліциклічні конденсовані вуглеводні типу 3,4 — бензпірену, що характеризуються канцерогенними властивостями. ГДК Н. у побутових і питних водах дорівнює 0,3 мг/дм3, ГДК Н. у водах для рибогосподарського використання 0,05 мг/дм3. Присутність канцерогенних вуглеводнів у воді недопустима.
Вміст Н. в річкових, озерних, морських, підземних водах та атмосферних осадах звичайно становить соті або десяті частки міліграма в 1 дм3. У незабруднених Н. водних об'єктах концентрація природних вуглеводнів може коливатися: в морських водах — від 0,01 до 0,10 мг/дм3 і вище, в річкових та озерних водах — від 0,10 до 0,20 мг/дм3, іноді сягаючи 1,0 — 1.5 мг/дм3.
Вміст природних вуглеводнів визначається трофністю водного об'єкта і значною мірою залежить від біологічної ситуації в ньому (розвиток та розпад фітопланктону, інтенсивність діяльності бактерій тощо). Характер розподілу Н. і природних вуглеводнів по вертикалі й акваторії водного об'єкта дуже складний і непостійний. Звичайно найбільш забруднені прибережні зони. Підвищені концентрації спостерігаються в поверхневому та придонному шарах, іноді на окремих ділянках всередині водної товщі.